# وحدة إدارة الاتصالات
وحدة إدارة الاتصالات هو الاسم الجديد للمجموعة القائمة بذاتها في مرافق المكتب الفيدرالي للسجون في الولايات المتحدة والتي تقوم بشكل صارم بتقييد وإدارة ومراقبة جميع الاتصالات الخارجية (الهاتف والبريد والزيارات) للسجناء في الوحدة.

## الأصول
كجزء من إدارة بوش في الحرب على الإرهاب، وفي 3 أبريل 2006 شمل السجل الفيدرالي القواعد التي اقترحها المكتب الفيدرالي للسجون (FBOP) والتي أدت إلى «تحديد اتصالات السجناء الإرهابيين».
وكانت هذه التغييرات استجابة للانتقادات التي وجهت إلى المكتب الفيدرالي للسجون على أنه لم يبذل الرقابة الكافية على اتصالات السجناء، والسماح للعديد من الإرهابيين المدانين بتفجير المركز العالمي للتجارة في 1993 بإرسال الخطابات إلى غيرهم من الإرهابيين خارج البلاد. يرى بيان حكومي صدر وفقًا للقواعد أنه «من خلال تركيز الموارد على هذا النحو، سوف يعزز ذلك كثيرا من قدرات الوكالة على ترجمة اللغة، وتحليل المحتوى وتبادل المعلومات الاستخباراتية».
وطُرح على الجمهور للتعليق حتى 2 يونيو 2006 وفقًا للقانون. وعلى الفور، ناقشت مجموعات الحرية المدنية وحقوق الإنسان دستورية القانون وصرحت بأن هذه الأحكام كانت واسعة بحيث يمكن تطبيقها على غير الإرهابيين والشهود والمعتقلين. ويبدو أن المكتب قد تجاهل البرنامج، لكن في 11 ديسمبر 2006، تم تنفيذ وحدة إدارة الاتصالات (CMU) تدريجيًا في مجمع الإصلاحية الاتحادية، تير هوت في إنديانا. «وخلال الفترة من أبريل إلى يونيو 2010، تم فتح المكتب الفيدرالي للسجون (BOP) للتعليق العام حول إنشاء وحدتين لإدارة الاتصالات» مع العديد من جماعات ودعاة الحقوق المدنية «معا لحث المكتب الفيدرالي للسجون على إغلاق وحدات السجن التجريبية.» ولم يتضح من هو المسئول عن البرنامج إما المستشار القانوني لمكتب وزارة العدل ومدير المكتب الفيدرالي للسجون (FBOP) هارلي لابن أو ألبرتو جونزالس، النائب العام في الولايات المتحدة. وبالرغم من ذلك، تقول بعض المجموعات أن هذا انتهاكًا قانون الإجراءات الإدارية.

## القيود المفروضة على الاتصالات
ينخفض تفاعل هؤلاء المسجونين في وحدة إدارة الاتصالات مع العالم الخارجي عن السجناء الآخرين. وتصرف 14 مليون دولار على الأقل على مراقبة وحدات إدارة الاتصالات. ويقوم فريق مكافحة الإرهاب في ولاية فرجينيا الغربية بمراقبة الاتصالات الصوتية عن بعد.

### الزيارات
تسمح وحدة إدارة الاتصالات بساعتين مرتين شهريًا وعدم وجود أي اتصال، أي أن الزائر والسجين يكونان في غرفتين منفصلتين ويشاهد أحدهما الآخر من خلال نافذة زجاجية ويتحدثان عبر الهاتف. ويجب أن تكون كافة المحادثات بالإنجليزية إلا عند وجود إذن خاص قبل الزيارة بـ 10 أيام. وهذا على النقيض من المسجونين العاديين في الوحدات العادية حيث تتضمن قاعدة الزيارات اتصالات غير محدودة في يوم الزيارة مرة كل أسبوع أو كل أسبوعين. وبالإضافة إلى القيود المفروضة بالفعل فإن “سجناء وحدة إدارة الاتصالات محرومون من أي اتصال مادي مع من يزورونهم من الأصدقاء والعائلة بما في ذلك الأطفال والرضع والأطفال القصر.”

### البريد
وفي العادة يستطيع المساجين في غير وحدات إدارة الاتصالات إرسال واستلام بريد غير محدود حيث يتم فحص البريد الوارد بحثًا عن أية ممنوعات ثم تُسلم للسجين. وباستثناء المراسلات مع المحامين والمحاكم فإن الرسائل من وإلى سجناء وحدة إدارة الاتصالات يتم قراءتها وتقييمها قبل خروجها مما ينتج عنه تأخرها أسبوعًا أو أكثر.

### الهاتف
يُسمح للمدانين من عامة الناس بإجراء مكالمات هاتفية لمدة 300 دقيقة شهريًا؛ أما قواعد وحدة إدارة الاتصالات فإنها تسمح بإجراء مكالمة هاتفية واحدة أسبوعيًا ويجب أن تكون بالإنجليزية إلا إذا تم منح إذن بذلك قبل إجراء المكالمة بـ 10 أيام. ويمكن تخفيض مدة المكالمة الواحدة لتصل إلى 3 دقائق وفقًا لتقدير مدير السجن.

## وحدة إدارة الاتصالات، تير هوت، إنديانا
في 25 فبراير 2007 ذكرت صحيفة واشنطن بوسط إنشاء الحد المتوسط من الأمان في وحدة إدارة الاتصالات التي تضم 213 سجينًا في تير هوت. ويراقب فريق العمل كافة المكالمات الهاتفية ورسائل البريد ويشترط أن تكون جميع محادثات السجين باللغة الإنجليزية ما لم يتم منح إذن خاص لإجراء محادثات بلغات أخرى.
وطُبق ذلك بالفعل على قسم المحكوم عليهم بالإعدام من قبل، وجميع المسجونين ومنهم اثنان من المسلمين العرب، مما أدى إلى قيام اتحاد الحريات المدنية الأمريكية (ACLU) بالتعبير عن قلقها حول التنميط العنصري. وصرح اتحاد الحريات الأمريكية بأن قيود الاتصال قاسية، بدون داع، على السجناء الذين لا يعتبرون تهديدًا أمنيًا خطيرًا بما يكفي لوضعهم في سجن أديكس، المنشأة سوبرماكس في ولاية كولورادو.
ومن المساجين الجدد اكوانا ستة، راندال تود روير ورافيل أ. ظافر وإنعام أرناؤوط، و«جماعة طالبان الأمريكية» جون ووكر ليند.

## وحدة إدارة الاتصالات 2، ماريون، ولاية إلينوي
على الرغم من أن منشأة سوبرماكس لم تعد موجودة إلا أن سجن ماريون بالولايات المتحدة أصبح في عام 2008 مأوى «لوحدة إدارة الاتصالات» الأخرى المعروفة في نظام السجن الفيدرالي. وغالبية السجناء من المسلمين العرب، لكن نزل فيه ذات مرة دانيال ماكجوان، بعد تورطه في اثنين من الحرائق المفتعلة خلال عمليات قطع الأشجار في ولاية أوريجون. وكانت عقوبته «مشددة كإرهابي» بموجب قانون الوطنية للولايات المتحدة الأمريكية.
كما أن السجين عبد الحق سجين جبهة تحرير الحيوان المعروف في السابق باسم ولتر بوند ومن قبله والتر إدموند ذوهلك من نزلاء وحدة إدارة الاتصالات في ماريون. ومنذ وصوله في بداية عام 2012، أعلن عبد الحق لأنصاره أنه اعتنق الإسلام. وحُكم على عبد الحق بالسجن 12 عامًا لاتهامه بثلاث جرائم حرق تتعلق بجبهة تحرير الحيوان. ورافق عبد الحق المتشددين والنباتيين المستقيمين من أصحاب الثقافات الفرعية. وقضى عبد الحق فترة في السجن لاتهامه بالحرق العمد لمختبر الميثامفيتامين البلوري.
كما كان ريتشارد سكوتاري من نزلاء وحدة إدارة الاتصالات، وهو زعيم سابق للمجموعة الثورية قومية البيض التي تدعى النظام. وحُكم على سكوتاري بالسجن 60 عامًا في عام 1985، ونُقل إلى وحدة إدارة الاتصالات USP ماريون في يوليو 2008.
ويتهم اتحاد الحريات المدنية الأمريكية في قضية رفعها على وحدات إدارة الاتصالات في السجون الفيدرالية بانتهاك حقوق السجناء. وفي لقاء في برنامج الديمقراطية الآن في 25 يونيو 2009 مع ناشط حقوق الحيوان أندرو ستيبانيان عضو أوقفوا مجزرة هنتنغدون بحق الحيوان (SHAC)، تحدث عن السجن في وحدة إدارة الاتصالات. ويُعتقد أن ستيبانيان أول سجين يُطلق سراحه من وحدة إدارة الاتصالات.

## أوصاف وحدة إدارة الاتصالات والسجناء بها
ذكرت رواية أصدرتها الإذاعة الوطنية العامة في عام 2011 أن هناك 50 وحدة بها 71 سجينًا في وحدات إدارة الاتصالات. ووصفت الزنزانات المفتوحة وملعبًا لكرة السلة. كما دخل محامٍ من اتحاد الحريات المدنية الأمريكية إلى وحدة إدارة الاتصالات في تير هوت. كما ادعى اتحاد الحريات المدنية الأمريكية أنه تعرف على شخصيات عشرات من المساجين في وحدة إدارة الاتصالات وأنه جمع قائمة ونشرها على موقعه على الإنترنت. وتتضمن أنواع القضايا:
- قضايا تتضمن الدعم المادي لمجموعات إرهابية مثل حماس أو حزب الله (ومختلف العمليات الخيرية الاحتيالية)
- المؤامرات: مؤامرة قنبلة لوس أنجليس وبفالو ستة وبورتلاند سبعة وليبرتي سيتي سبعة و'04 مؤامرة مترو أنفاق نيويورك ومؤامرة توليدو، باينتبول جهاد، إلخ.
- محاولات ارتكاب جرائم داخل السجن، بما في ذلك تهديد القضاة
- جرائم القتل المختلفة والسطو على البنوك وقضايا المخدرات.

وقال إد روس مسئول مكتب السجون أنه تم إنشاء وحدات للجرائم التالية:
- المدانون بجرائم إرهابية،
- سجناء قضايا المخدرات
- سجناء حاولوا تجنيد آخرين أو ضمهم للجماعات المتطرفة
- سجناء استغلوا امتيازات الاتصالات الخاصة بهم في مضايقة الضحايا والقضاة وأعضاء النيابة

كما تفرض وحدة إدارة الاتصالات في تير هوت قيودًا على المصلين من المسلمين في جماعة لتكون مرة واحدة أسبوعيًا (ومرة يوميًا خلال شهر رمضان)، وهذا وفق القضية التي رفعها السجين إنعام أرنؤوط وجون واكر ليند في 2010. وتدعي القضية أن السجن ينتهك الحقوق الدينية في الصلاة خمس مرات يوميًا في مكان نظيف وفق العقيدة «وتُفضل أن تكون الصلاة في جماعة». وفي 30 مارس 2010، رفع مركز الحقوق الدستورية دعوى قضائية في المحكمة الجزئية الأمريكية لمقطعة كولومبيا بالنيابة عن المدعين ياسين محي الدين عارف وآفون تويتي ودانيال مكجوان ورويال جونز وكفاح الجيوسي وهداية الجيوسي، وجيني سنان “يقاضون فيها سياسات وظروف وحدات السجن التجريبية في تير هوت بولاية إنديانا وفي ماريون بولاية إلينوي وكذلك ظروف إنشاء هذه الوحدات.” وفي عام 2011، قدّر محام من مركز الحقوق الدستورية أن عدد المسلمين النزلاء وحدات إدارة الاتصالات يبلغ تقريبًا 70 في المائة من السجناء. كما أنهم ممنوعون من الصلاة في جماعة.

## وصلات خارجية
- FCC Terre Haute
- USP Marion
- Interview with CMU Prisoner: What is the prison like?